# Niblo's Garden

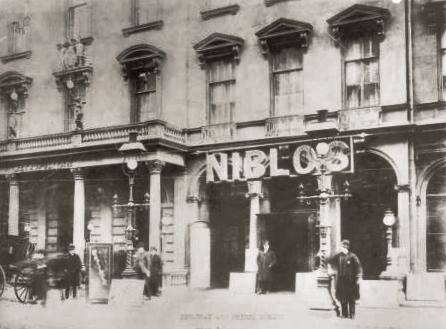
A fachada do Niblo's Garden (1887)

Niblo's Garden (tradução: Jardim do Niblo) era um teatro de Nova Iorque, na Broadway, perto de Prince Street. Foi criado em 1823 como "Columbia Garden", que em 1828 ganhou o nome do Sans Souci e se tornou mais tarde a propriedade do fornecedor de cafeteria William Niblo. O grande teatro que evoluiu em várias etapas, ocupando mais e mais da terra do prazer, foi duas vezes queimado e reconstruído. Em 12 de setembro de 1866 Niblo viu a estreia de The Black Crook, considerada a primeira peça de teatro musical que está em conformidade com a noção moderna de um "livro musical".